# Lucas Santtana

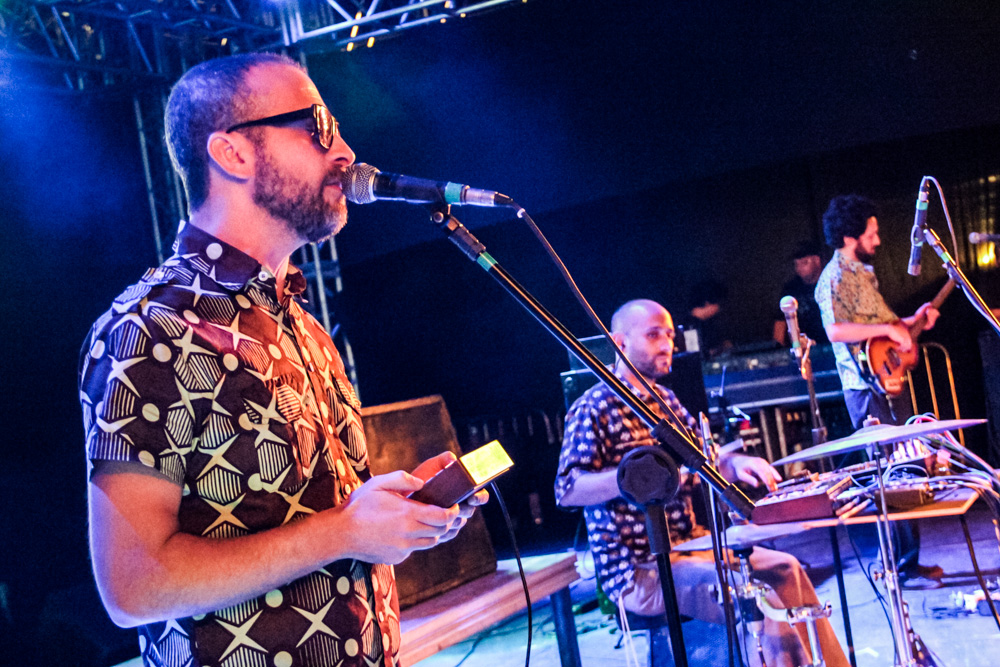
Lucas Santtana (2013)

Lucas Santtana (* 18. Oktober 1970 in Salvador (Bahia) als Lucas Mascarenhas Santana) ist ein brasilianischer Musiker (Gesang, Gitarre, Cavaquinho, Flöte, Komposition).

## Leben und Wirken
Santtana ist der Sohn eines Musikproduzenten, der zwischen 1975 und 1981 künstlerischer Leiter bei der brasilianischen Philips war, und der Neffe des Komponisten und Sängers Tom Zé. So traf er bereits in seiner Kindheit immer wieder mit bedeutenden brasilianischen Musikern zusammen. Seit 1993 lebte er in der Region Rio de Janeiro.
Santtana arbeitete zunächst als Flötist mit Gerônimo. Caetano Veloso und Gilberto Gil holten ihn 1993 für die Aufnahme von „Baião atemporal“ auf ihrem Album Tropicália 2; dann war er an der Produktion Unplugged MTV von Gilbert Gil beteiligt. Noch in den 1990er Jahren nahmen Marisa Monte und Daniela Mercury einige seiner Kompositionen auf.
Im Jahr 2000 veröffentlichte Santtana sein erstes Album Eletro bem Dodô bei Natasha Records, das gute Kritiken erhielt. 2003 folgte sein Album Parada de Lucas. Weitere Alben wie Sem Nostalgia (YB Music, 2009) und O Deus que devastas mas tamba cura (2012) folgen, auf denen er die brasilianische Gitarrentradition mit Mashups, Samples und eigenen Kreationen vermischt. Sein Album O Céu É Velho Há Muito Tempo wurde von der Vereinigung der Kunstkritiker in São Paulo als eines der 25 besten brasilianischen Alben der zweiten Jahreshälfte 2019 bezeichnet. 2023 erschien seine Produktion O Paraíso. Weiterhin war er als Komponist an der Musik der Filme Uma História de Amor e Fúria (2013), Tropykaos (2018), Am Rande der Demokratie (2019) und Ela e Eu (2021) beteiligt.